# Serra Branca Esporte Clube
Serra Branca Esporte Clube, anteriormente denominado como Paraíba Sport Clube, é uma agremiação esportiva brasileira fundada por Milk, na cidade de Cajazeiras, no Sertão do estado da Paraíba, que posteriormente mudou-se para a cidade de Itaporanga e, desde julho de 2022, possui como sede o município de Campina Grande. Atualmente, o clube disputa a principal divisão do Campeonato Paraibano. 

## História

### Paraíba Sport Clube
O Paraíba Sport Clube foi fundado em 7 de julho de 2005 por um grupo de amigos reunidos na casa de Mitchum Stewart Cavalcante de Araújo, entre eles o empresário Francisco do Nascimento Campos (conhecido por Tico Miudezas), que chegou a ser presidente do Atlético Cajazeirense. Até 2006, o clube disputava campeonatos amadores da região.
Em 2007, conseguiu se profissionalizar para jogar o Campeonato Paraibano da Segunda Divisão. A equipe ficou em 4º lugar na classificação geral, sem conseguir o acesso, que viria apenas em 2011 (e também com o título). Em sua estreia na Primeira Divisão estadual, o Paraíba surpreendeu ao terminar em quinto na classificação (empatado em pontos com o Botafogo, mas perdeu a vaga na segunda fase por ter um saldo de gols inferior ao time de João Pessoa). Não repetiu o desempenho na edição de 2013, sendo rebaixado ao final da primeira fase juntamente com o Cruzeiro de Itaporanga. Em 2014, não se inscreveu para disputar a Segunda Divisão, voltando no ano seguinte com o vice-campeonato e o acesso à divisão principal do Campeonato Paraibano juntamente com o Esporte de Patos.
Em 2016, o Paraíba ficou em segundo lugar no grupo A da primeira fase e eliminado na fase seguinte. A última participação da Cobra-Coral do Sertão foi em 2017, amargando o rebaixamento à Segunda Divisão com a pior campanha (1 vitória, 8 empates e 9 derrotas), que não chegou a disputar, optando por se licenciar das competições.

### Mudança para Itaporanga
Em julho de 2020, o Paraíba mudou sua sede para o município de Itaporanga e pretendia se inscrever para a Segunda Divisão do mesmo ano, que não chegou a ser disputada em decorrência da pandemia de COVID-19.
O clube voltou às atividades profissionais em 2021, jogando a Terceira Divisão. Com Luiz Araújo no comando técnico, terminou em segundo lugar e foi promovido juntamente com o Spartax.

### Transferência para Serra Branca
Em julho de 2022, a equipe anuncia sua transferência para o município de Serra Branca e mandará suas partidas no estádio Amigão, em Campina Grande, tendo como treinador o ex-meio-campista Marcelinho Paraíba.

### Construção da nova sede em Campina Grande
Em 2023, inaugurou em Campina Grande Centro de Treinamento Erasmo Alves Ribeiro. Com 30 mil metros quadrados, conta com academia, área de fisioterapia, campos com dimensões oficiais e um espaço moderno de alojamento para atletas e comissão técnica. 
A inauguração contou com o prefeito de Campina Grande Bruno Cunha Lima, e com a presença de representantes de outros clubes, como Aldeone Abrandes do Sousa Esporte Clube e Arthur Bolinha do Treze Futebol Clube.

## Títulos
| Estaduais | Estaduais                              | Estaduais | Estaduais                              |
|           | Competição                             | Títulos   | Temporadas                             |
| --------- | -------------------------------------- | --------- | -------------------------------------- |
|           | Campeonato Paraibano - Segunda Divisão | 2         | 2011 (como Paraíba Sport Clube) e 2022 |

## Técnicos

### Paraíba SC (2007 a 2021)
- Reginaldo Sousa (2007–2008)
- Danilo Augusto (2011)
- Pedrinho Albuquerque (2012)
- Edson Ferreira (2012)
- Luiz Carlos Mendes (2012–2013)
- Edson Ferreira (2012–2013)
- Jorge Pinheiro (2013)
- Tazinho (2015)
- Pedrinho Albuquerque (2016)
- Suélio Lacerda (2016)
- Jorge Luís (2016–2017)
- Paulo Sales (2017)
- Neto Maradona (2017)
- Luiz Araújo (2021)

### Serra Branca EC (desde 2022)
- Marcelinho Paraíba (2022–2023)
- Sérgio China (2023)
- Ranielle Ribeiro (2023 - Atualmente)